# Toyota Supra
A Toyota Supra a japán Toyota autógyár orrmotoros, hátsókerék-hajtású sportautó modellje. 1978-tól több generáció készült.A Toyota legújabb modellje a Toyota GR Supra.

## Története
Az első két generáció a Toyota Celica tervei alapján készült, de hosszabb és szélesebb volt nála, ekkoriban a modell teljes neve még Toyota Celica Supra volt. Az 1986-os év közepén jelent meg a Supra harmadik generációja, mely már nem a Toyota Celica tervei alapján készült és a neve is csak egyszerűen Toyota Supra lett, a Celica előtag nélkül. Ennek ellenére még ekkor is volt hasonlóság a két modell között, így gyakran összetévesztették őket. Az első, második és harmadik generációs Suprákat Taharában, a negyedik generációs modelleket Toyota Cityben szerelték össze.
2019-től a Toyota az egykori Supra modellen alapuló  új Toyota GR Supra modellt hoz forgalomba.
A Suprának nemcsak a Celicával vannak közös vonásai, hanem a Toyota 1967 és 1970 között gyártott modelljével, a Toyota 2000GT-vel is. A legnagyobb hasonlóság a motor volt, a Supra első három generációjába a 2000GT-ben is használt M-motor továbbfejlesztett változata került. A Supra mind a négy generációjában soros hathengeres motorok voltak, és méreteik is nagyjából megegyeztek, mivel ugyanúgy a Toyota A-kódú alvázára épültek.
A Supra első két generációján ugyanaz a sárkányos logó volt látható, mint a Celicákon, egyedül a színük volt eltérő. A gyár ezzel is jelezte, hogy a Supra tulajdonképpen a Celica egyik változata. 1986-ban, amikor hivatalosan is önálló modellé vált, a Supra saját logót kapott, piros alapon narancssárga írással, a sárkányos dizájn nélkül. Ez 1991-ig maradt használatban, amikor is a Toyota lecserélte a gyár hivatalos, ovális alakú egységes emblémájára.
1998-ban a Toyota kivonta a Suprát az amerikai piacról, 2002-ben pedig hivatalosan beszüntette a gyártását Japánban.
A Toyota Supra ikonikus sportautóvá vált az évek során, olyan híres videójátékokban jelent meg, mint a Grand Theft Auto, a Gran Turismo, a Need for Speed vagy a Forza Motorsport sorozat és szerepelt a Halálos iramban című filmben és néhány folytatásában is.

## Első generáció (1978–1981)

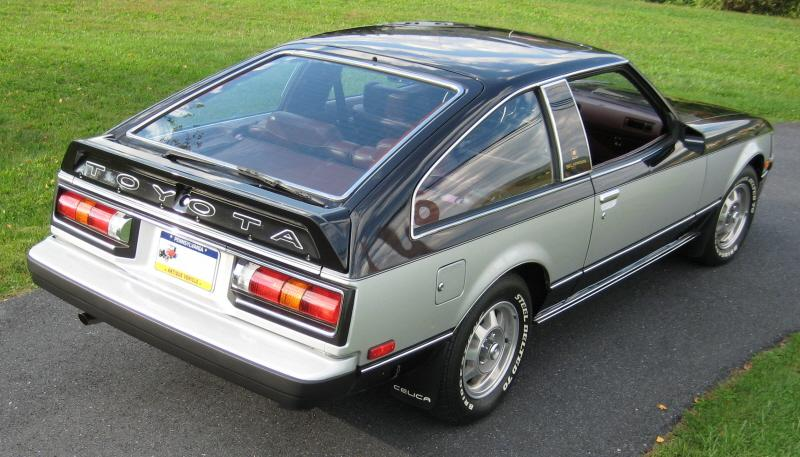
1981. májusi Supra sportfelszereltséggel

Az első generációs Supra nagyrészt az akkori Celica liftback változatán alapult, de 129,5 mm-rel hosszabb volt annál. Az ajtajai és a hátsó része teljesen megegyeztek a Celicáéval, de az első oldalelemeket meg kellett hosszabbítani, hogy beférjen a soros hathengeres motor a Celica négyhengeres erőforrása helyett. A Toyota eredetileg a Datsun (ma már Nissan) Z-jelű sportautói vetélytársául szánta az új modellt.

### 1978
1978 áprilisában a Toyota megkezdte az első generációs Suprák gyártását, akkor még Toyota Celica XX néven. Az autót Japánban a hivatalos Toyota Corolla kereskedésekben lehetett megvásárolni, ugyanúgy, mint a Celicát.
A kocsit eleinte kétféle motorral gyártották, egy 110 lóerős, 1988 cm³-es, 12 szelepes SOHC soros hathengeressel (alvázkód: MA45) és egy ugyancsak 110 lóerős, 2563 cm³-es, 12 szelepes SOHC soros hathengeressel (alvázkód: MA46). Mindkét motor elektronikus üzemanyag befecskendezésű volt. A japán piacra szánt autókat a kisebb, kétliteres motorokkal szerelték, így a vevőknek nem kellett plusz adót fizetniük a nagyobb hengerűrtartalom miatt. A Suprát 1979 januárjában kezdtél el árulni a külföldi piacokon, az export modellekbe a nagyobb erőforrás került.
Az első generációs Suprák ötsebességes manuális és négysebességes automata sebességváltókkal készültek. Mindkétféle váltóban volt overdrive fokozat. Az ötsebességesnél maga az ötödik sebesség volt ez, míg az automatánál 35 mérföldes óránkénti sebességnél (56 km/h) lépett életbe ez a fokozat. Az autót a Celicához hasonlóan merev hátsó híddal szerelték. Mind a négy keréken tárcsafék volt, hátul négypontos felfüggesztés volt található spirálrugókkal és stabilizátorrúddal. Az első felfüggesztés MacPherson rugóstagokból és egy stabilizátorrúdból állt.
Az autóhoz rendelhető volt ablakemelő, központi zár és napfénytető is. A legmagasabb felszereltségi csomag magában foglalt egy különleges ajtókárpitot is elegáns ajtóbehúzó övvel. A középkonzolon minden modellben volt térképvilágítás, állítható volt a kormány, mély, cipzáras zsebek voltak az első ülések hátulján, hátul pedig volt egy kihúzható csomagtér takaró roló. A műszerfalon megtalálható volt egy, az akkori korban kiválónak számító AM/FM/MPX fogására alkalmas négyhangszórós sztereó rádió, egy analóg óra és egy fordulatszámmérő is.

### 1979
Az 1979-es év közepén kisebb módosításokon estek át az amerikai piacra szánt modellek. Ezek a változások többnyire esztétikaiak voltak. Belül kissé átalakult a középkonzol, melyre az analóg helyett digitális kvarcóra került. Ami a külsőt illeti, átalakultak a visszapillantó tükrök és alapfelszereltséggé vált az alumínium felni, korábban a lemezfelni volt az alap, alufelnit csak felárért lehetett a kocsihoz kapni. A sárvédő gumikat is a kocsi színéhez igazították, a rézmetál és fehér színű autók esetében a gumik a karosszériával megegyező színűek voltak, a többi színűhöz fekete gumik jártak. A hátsó sárvédőgumikra fehér színnel a "Celica" felirat került.
A modell hivatalos weboldala szerint a leggazdagabb felszereltséghez választhatók voltak bőrülések és automata klíma is.

### 1980
1980 augusztusában (az 1981-es modellévben) a Supra motorválasztékába bekerült egy új, 2759 cm³-es erőforrás. Az előzőekhez hasonlóan ez is egy 12 szelepes soros hathengeres SOHC motor volt, de ez már 116 lóerős teljesítményre és 197 Nm-es nyomatékra volt képes. Az addigi négysebességes A40D automata sebességváltó helyét átvette az újabb, A43D váltó, finomított áttételekkel. Mivel új váltó és motor került a kocsiba, az alvázkód is megváltozott MA47-re. Utolsó modellévében a Toyota Supra 10,24 másodperc alatt gyorsult nulláról hatvan mérföld per órás sebességre. A negyedmérföldes távot 19,5 másodperc alatt futotta és közben 77,7 mérföldes (125 km/h) sebességre gyorsult.
Szintén 1980-tól volt rendelhetővé a sportcsomag a Suprához, ez magában foglalt a sportfutóművet, a magasított peremű, fehér feliratú gumiabroncsokat, első valamint hátsó légterelőket. Az első generáció utolsó modellévében minden Suprában megtalálható volt a nyolcsávos kazettalejátszó.

### Információs táblázat
| Kód  | Gyártási év                     | Motor                           | Teljesítmény   | Nyomaték | Sebességváltó                                          | Piac  |
| ---- | ------------------------------- | ------------------------------- | -------------- | -------- | ------------------------------------------------------ | ----- |
| MA45 | 1978. április – 1980. augusztus | 1988 cm³ M-EU soros hathengeres | 110 LE (82 kW) | 184 Nm   | Ötsebességes manuális W50 Négysebességes automata A40D | Japán |
| MA46 | 1978. április – 1980. augusztus | 2563 cm³ 4M-E soros hathengeres | 110 LE (82 kW) | 184 Nm   | Ötsebességes manuális W50 Négysebességes automata A40D | Japán |
| MA46 | 1979. január – 1980. augusztus  | 2563 cm³ 4M-E soros hathengeres | 110 LE (82 kW) | 184 Nm   | Ötsebességes manuális W50 Négysebességes automata A40D | világ |
| MA47 | 1980. augusztus – 1981. július  | 2759 cm³ 5M-E soros hathengeres | 116 LE (87 kW) | 197 Nm   | Ötsebességes manuális W50 Négysebességes automata A43D | világ |

## Második generáció (1982–1986)
1981 végén a Toyota kidolgozta a Celica új generációját az 1982-es évre, így megszületett a Celica Supra új generációja is. Japánban az autót Celica XX-ként ismerték, de a világ többi részén Celica Supra néven árulták. A kocsi továbbra is a Celica tervein alapult, de már volt néhány jól látható eltérés, megkülönböztető jegy rajta, például az eltérő orr-rész és a teljesen a karosszériába simuló bukólámpák. A Suprában továbbra is soros hathengeres motorok a Celica négyhengeresei helyett, így hosszabb volt, és nagyobb tengelytávval rendelkezett. A hátsó ablakon volt egy kis légterelő, napellenző elem, hasonlóan a Nissan korabeli Z-jelű autóihoz, a Toyota ezzel is jelezte a rivalizálást. Az új Supra szélesebb lett elődjénél, így a japán szabályok szerint nem lehetett a kompakt autó kategóriába sorolni.

### L-Type és P-Type
Az észak-amerikai piacon kétféle változatban lehetett kapni az autót: Performance Type (P-Type, a sportosabb verzió) és Luxury Type (L-Type, a több kényelmi felszereléssel felszerelt verzió). Bár műszakilag megegyeztek, mindkettőhöz más-más extrák és kiegészítők jártak, eltérő volt például a kerékméret és egyes karosszériaelemek is. A P-Type kerékíveire üvegszálas szélesítőelemek kerültek, míg az L-Type-hoz nem járt ilyen kiegészítő. A P-Type-ban alapfelszereltség volt a nyolcféleképpen állítható ülés, de bőrüléseket egészen 1983-ig nem lehetett rendelni hozzá. A P-Type-ot valamivel nagyobb alufelnikkel árulták, mint az L-Type-ot, de 1985-ben utóbbi modell is a P-Type-éhoz hasonló felniket kapott, igaz, a méretek még mindig eltérőek voltak. Az L-Type-hoz rendelhető volt digitális műszerfal fedélzeti komputerrel, erre inkább Kanadában volt példa, az Egyesült Államokban meglehetősen kevesen kértek ilyen műszerfalat. A digitális műszerfal magában foglalt egy digitális fordulatszámmérőt, sebességmérőt, üzemanyagszint-jelzőt és digitális hőfokmérőket. A fedélzeti komputer kiszámolt és kijelzett néhány olyan adatot, mint például a fogyasztás (gallonban és mérföldben számolva), az érkezés várható időpontját vagy, hogy mekkora táv van még hátra az adott útból. Az 1982-ben gyártott modellek kivételével a P-Type-okon alapfelszereltség volt a fényszórótörlő, az L-Type-okhoz viszont soha nem járt ilyesmi. Bár a váltóáttételek változtak az évek során, minden P-Type-ot részlegesen önzáró differenciálművel (LSD) szereltek.

### 1982
1982-ben az Észak-Amerikába exportált modelleket 2759 cm³-es, 12 szelepes soros hathengeres DOHC motorral szerelték. Ez 145 lóerő (108 kW) leadására volt képes és 210 Nm-es nyomatéka volt. Sűrítési aránya 8,8:1 volt a nagyobb teljesítmény érdekében és vákuumos rásegítésű gyújtáselosztóval szerelték. Amikor az autó bemutatkozott, 9,8 másodperc alatt gyorsult nulláról hatvan mérföldes óránkénti sebességre és 17,2 másodperc alatt tett meg negyed mérföldet, miközben 80 mérföld per órára (130 km/h) gyorsult.
Az autóhoz alapfelszereltségként az ötsebességes manuális W58 sebességváltó járt, de az L-Type rendelhető volt a négysebességes automata A43DL váltóval. Mindkét váltóban volt overdrive fokozat, a manuálisban az ötödik sebesség volt ez, míg az automatánál 35 mérföld per órás (56 km/h) sebességnél lépett életbe. Az 1982-es modellek differenciálművének áttétele 3,72:1 volt. Az autó a Lotus által tervezett független első és hátsó felfüggesztéssel, fogasléces kormányművel, elöl pedig MacPherson rugóstagokkal rendelkezett. Hátul ferde lengőkaros felfüggesztése volt, stabilizátor rúddal és spirálrugókkal. Mind a négy keréken tárcsafék volt.
Ami a belső teret illeti, a Suprákban alapfelszereltséggé váltak az elektromos ablakok, az elektromosan állítható tükrök, a központi zár, a térképvilágítás, a tempomat, az állítható kormány és az automata klíma is. A központi zár kapcsolója a középkonzolon volt található, a tükörállító gomb mellett. Az Észak-Amerikában árusított modellek analóg kilométerórája csak 85 mérföld per óráig (140 km/h) volt skálázva. Az autóhoz olyan extrák voltak rendelhetőek, mint a napfénytető, kéttónusú fényezés vagy egy öthangszórós AM/FM/MPX rádiósmagnó, melyhez tartozott egy 105 wattos erősítő és hétsávos grafikus kiegyenlítő. Az alapfelszereltségű kocsikhoz egy hagyományos ötcsatornás AM/FM/MPX rádió járt. Az L-Type-hoz már ebben az évben is lehetett rendelni bőrülést, de a P-Type-oknál ekkor még csak csíkos kárpittal ellátott ülések jártak.
Az AM/FM antenna a szélvédőbe volt építve, így nem volt szükség hagyományos tetőantennára a rádiójelek fogásához. A tanksapka kulccsal zárhatóvá vált, a csomagtartófedél és a hátsó lökhárító pedig minden esetben fekete volt, függetlenül a karosszéria többi részének színétől. Az L-Type-hoz rendelhető volt a hátsó ablak fölé egy napellenző, légterelő elem. A tolatólámpa a hátsó rész közepén kapott helyet, és az ajtókilincsek is különlegesek voltak, nem fölfelé, hanem oldalra kellett húzni őket az ajtók nyitásához. A gyártás első hónapjaiban a kocsi elejére és B-oszlopára a "SUPRA" felirat került, de ezt később felváltotta a "CELICA SUPRA" felirat. Az L-Type-okon az első és a hátsó kerekek mögé is kerültek sárvédőgumik, a P-Type-okról viszont ebben az évben ezek még hiányoztak.

### 1983
Nem sok minden változott a Suprákban az 1983-as évre, de ugyanabból a 2759 cm³-es 5M-GE motorból már 150 lóerőt (112 kW) és 216 Nm nyomatékot voltak képesek kihozni a Toyota mérnökei. A motorban az egyetlen komoly változtatás az volt, hogy a vákuum rásegítésű elosztót felváltotta az elektromos verzió, persze a teljesítménynövekedést nem ez okozta. A differenciálmű áttétele 4,10:1-re változott a P-Type és 3,73:1-re az L-Type esetében. Az L-Type-hoz választható A43DL négysebességes automata sebességváltót leváltotta az új A43DE. Ehhez tartozott egy elektronikus kontroller, mely ahhoz igazította a váltásokat, hogy a sofőr sportosan szeretne-e vezetni vagy inkább spórolna az üzemanyaggal. Ez volt az első elektronikusan vezérelt sebességváltó (ECT), melyet személyautóba szereltek. A vezető egyetlen gombnyomással "Power" vagy "Normal" módba kapcsolhatott, a "Power" mód jobb gyorsulást tett lehetővé, míg a "Normal" mód kiegyensúlyozottabb teljesítményt (ezáltal kevesebb fogyasztást) jelentett.
A kocsi belsejében nem történtek látható változások, kívül viszont igen. A szélvédőbe integrált antennákat felváltották a hagyományosak, melyek erősebbek voltak elődeiknél, minden modellre kerültek sárvédőgumik, és a P-Type-okat felszerelték fényszórótörlőkkel is. Az összes Észak-Amerikába exportált autó B-oszlopán és elején a "CELICA SUPRA" felirat volt olvasható és csak a P-Type-ok voltak rendelhetők kéttónusú fényezéssel.

### 1984

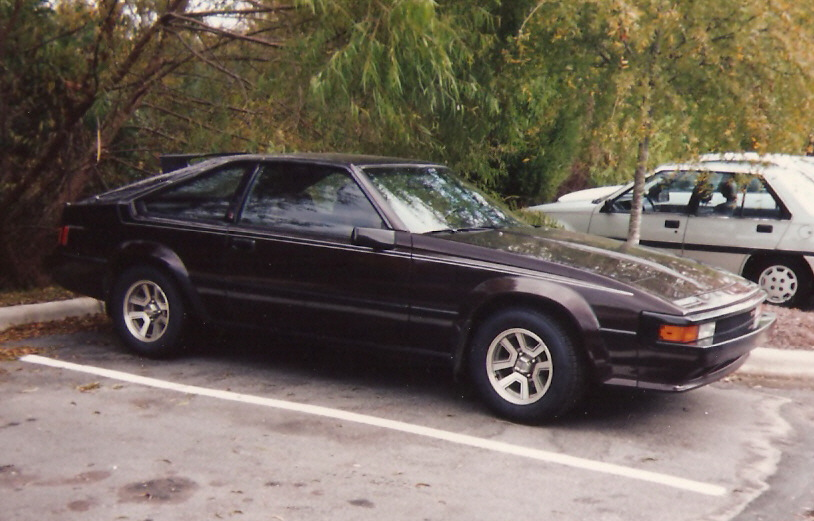
1984-es Supra P-Type

1984-re a Toyota további változásokat eszközölt a Suprán. A manuális ötsebességes sebességváltóval szerelt modellek már 160 lóerő (119 kW) és 221 Nm nyomaték leadására voltak képesek. A teljesítménynövekedés az új, D alakú szívócsatornás szívócsonkoknak és a 9,2:1 sűrítési aránynak volt köszönhető. A manuális váltós autók differenciálművének áttétele is megváltozott 4,30:1-re. Az automata váltós Suprák teljesítménye nem változott, de a differenciálmű áttételük áttételük igen, 4,10:1-re.
A leglátványosabb külső változás az első irányjelzők átalakítása volt, melyek ívesen meghajlottak, a karosszéria formáját követve. A külső fényszórók (a bukólámpák alatt) formája is megváltozott és a csomagtartófedél függőleges részére nagy betűkkel a "SUPRA" felirat került, a teljes teret kitöltve. Korábban csak egy kis felirat volt itt található, a csomagtartófedél jobb oldalán. Maga a csomagtartófedél és a hátsó lökhárító is változott: most már ezeket is a kocsi színéhez igazították, nem voltak egységesen feketék, mint a korábbi modelleknél. A kilincsek már felfelé húzásra nyitották az ajtókat, nem oldalirányban mozogtak, és a P- és L-Type-ok esetében is rendelhető volt kéttónusú fényezés.
Belül is változott néhány dolog, például a kormánykerék és a központi zár valamint a tempomat kapcsolója is új kinézetet kapott. A Toyota a kilométerórát is lecserélte, a régi, csak 85 mérföld/óráig (140 km/h) skálázott műszer helyére 130 mérföldes (210 km/h) sebességig skálázott óra került és az automata klíma kijelzője is megváltozott. A korábban extraként rendelhető kazettás magnó és kiegyenlítő alapfelszereltséggé vált.

### 1985–1986
A Supra 1985-re ismét átesett néhány változtatáson, a teljesítmény 161 lóerőre (120 kW), a nyomaték 229 Nm-re nőtt. Már az automata és a manuális sebességváltós autók is egységesen ugyanilyen erősek voltak. A motorokba új fojtószelephelyzet érzékelő (TPS), kipufogógáz-visszavezető rendszer (EGR) és kopogásérzékelő került. Az erősebb motorral a Supra 8,4 másodperc alatt gyorsult nulláról hatvan mérföld/órás sebességre és 16,1 másodperc alatt teljesítette a negyedmérföldes távot, ami alatt 85 mérföld/órás (137 km/h) sebességre gyorsult.
Más változások is történtek, például a hátsó ablak fölött lévő napellenző jobban belesimult a karosszériába és már nem egy, hanem két részből állt. Furcsamód ebben az évben nem lehetett bőrbelsőt rendelni az L-Type-okhoz, a P-Type-okhoz viszont igen. A kocsikba gyári riasztó került, a külső visszapillantó tükröket beépített páramentesítővel szerelték, amit a hátsó ablak fűtésével együtt lehetett aktiválni. Ebben az évben minden Suprába automatikusan kikapcsoló lámpák kerültek, melyek a motor leállítása után maguktól kialudtak, indításkor pedig újra világítani kezdtek.
A tervek szerint 1985-ben befejezték volna a második generációs Suprák gyártását, de a harmadik generáció késése miatt eltolódott a határidő. 1986 első felében is készültek P-Type-ok, melyek szinte teljesen megegyeztek az egy évvel korábbi modellel, csak néhány apró kozmetikai változáson ment át az autó, például a csomagtartófedél közepére került egy pótféklámpa. Ebben az évben L-Type-okat már nem gyártottak.

### Második generációs Suprák a világban
A második generációs Toyota Suprákat különböző felszereltségekkel árulták a világ különböző részein.

#### Európa nagy részén
- Az autókat 1982 és 1986 között árulták
  - 1982–1983: 2759 cm³ DOHC 5M-GE, 174 LE (130 kW), 281 Nm. Analóg műszerfallal, sárvédő-szélesítés nélkül kerültek piacra.
  - 1984–1986: 2759 cm³ DOHC 5M-GE, 178 LE (133 kW), 287 Nm. Digitális műszerfallal, a P-Type sárvédő-szélesítéseivel kerültek piacra.

#### Nagy-Britannia
- Az autókat 1982 és 1986 között árulták
  - 1982–1983: 2759 cm³ DOHC 5M-GE, 178 LE (133 kW), 287 Nm. Analóg műszerfallal, sárvédő-szélesítés nélkül kerültek piacra.
  - 1984–1986: 2759 cm³ DOHC 5M-GE, 178 LE (133 kW), 287 Nm. Digitális műszerfallal, a P-Type sárvédő-szélesítéseivel kerültek piacra.

#### Ausztrália, Svédország, Svájc
- Az autókat 1984 és 1986 között árulták
  - 2759 cm³ SOHC 5M-GE, 138 LE (103 kW) 226 Nm
  - Az Ausztráliában 1984 és 1986 között kapható Suprák digitális műszerfallal, sárvédő-szélesítéssel, 14x7 colos kerekekkel, az 1984-es modell lámpáival és egy részből álló hátsó napellenzővel, részlegesen önzáró differenciálművel voltak felszerelve és napfénytető volt rendelhető hozzájuk extraként. Ez volt az egyetlen változat, L-Type-okat egyáltalán nem árultak Ausztráliában.
- Ausztráliában 2006-ban a használt autók biztonsági besorolásában az 1982 és 1990 között készült Suprák az "átlagosnál rosszabb" kategóriába kerültek az utasvédelem szempontjából.

#### Új-Zéland
- Az autókat 1984 és 1985 között árulták
  - 1984–1986: 2759 cm³ DOHC 5M-GE, 178 LE (133 kW), 287 Nm. Digitális műszerfallal, a P-Type sárvédő-szélesítéseivel kerültek piacra.

#### Japán
- Az autókat 1982 és 1986 között árulták
  - Japánban elsősorban a kisebb, 1988 cm³-es motorokkal árulták a Suprákat a kedvezőbb adófizetés miatt.

### Információs táblázat
| Kód  | Gyártási év | Motor                                   | Teljesítmény    | Nyomaték | Sebességváltó                                                                                       | Piac        |
| ---- | ----------- | --------------------------------------- | --------------- | -------- | --------------------------------------------------------------------------------------------------- | ----------- |
| MA61 | 1982–1983   | 2759 cm³ 5M-GE soros hathengeres        | 174 LE (130 kW) | 281 Nm   | Ötsebességes manuális W58 Négysebességes automata A43DL (1982) Négysebességes automata A43DE (1983) | EUR GBR     |
| MA61 | 1982–1983   | 2759 cm³ 5M-GEU soros hathengeres       | 160 LE (119 kW) | 203 Nm   | Ötsebességes manuális W58                                                                           | JPN         |
| MA61 | 1984–1986   | 2759 cm³ 5M-E soros hathengeres         | 140 LE (104 kW) | 226 Nm   | Ötsebességes manuális W57 vagy W58 Négysebességes automata A43DE                                    | AUS CH SWE  |
| MA61 | 1984–1986   | 2759 cm³ 5M-GE soros hathengeres        | 178 LE (133 kW) | 287 Nm   | Ötsebességes manuális W57 vagy W58 Négysebességes automata A43DE                                    | EUR GBR NZL |
| MA61 | 1984–1986   | 2759 cm³ 5M-GEU soros hathengeres       | 160 LE (119 kW) | 203 Nm   | Ötsebességes manuális W58                                                                           | JPN         |
| MA63 | 1982        | 1988 cm³ M-TEU turbós soros hathengeres | 145 LE (108 kW) | 212 Nm   | Négysebességes automata A43D                                                                        | JPN         |
| MA63 | 1983–1985   | 1988 cm³ M-TEU turbós soros hathengeres | 160 LE (119 kW) | 230 Nm   | Négysebességes automata A43D                                                                        | JPN         |
| MA67 | 1982        | 2759 cm³ 5M-GE soros hathengeres        | 145 LE (108 kW) | 210 Nm   | Ötsebességes manuális W58 Négysebességes automata A43DL                                             | CAN USA     |
| MA67 | 1983        | 2759 cm³ 5M-GE soros hathengeres        | 150 LE (112 kW) | 216 Nm   | Ötsebességes manuális W58 Négysebességes automata A43DE                                             | CAN USA     |
| MA67 | 1984        | 2759 cm³ 5M-GE soros hathengeres        | 160 LE (119 kW) | 221 Nm   | Ötsebességes manuális W58                                                                           | CAN USA     |
| MA67 | 1984        | 2759 cm³ 5M-GE soros hathengeres        | 150 LE (112 kW) | 216 Nm   | Négysebességes automata A43DE                                                                       | CAN USA     |
| MA67 | 1985–1986   | 2759 cm³ 5M-GE soros hathengeres        | 161 LE (120 kW) | 229 Nm   | Ötsebességes manuális W58 Négysebességes automata A43DE                                             | CAN USA     |
| GA61 | 1982–1985   | 1988 cm³ 1G-EU soros hathengeres        | 125 LE (93 kW)  | 172 Nm   | Ötsebességes manuális W57 Négysebességes automata A43DL                                             | JPN         |
| GA61 | 1982–1985   | 1988 cm³ 1G-EU soros hathengeres        | 160 LE (119 kW) | 182 Nm   | Ötsebességes manuális W57                                                                           | JPN         |

## Harmadik generáció
1986 májusában a Toyota készen állt, hogy piacra dobja a Supra következő generációját. A harmadik generáció már teljesen elszakadt a Celicától és önálló modellé vált, ezt mutatta többek között az is, hogy a kocsi hátsókerék-hajtású maradt, míg a Celica elsőkerék-hajtásra váltott. Az új generáció formaterve valamelyest hasonló volt elődjéhez, de egy erősebb, háromliteres, 200 lóerős (149 kW) soros hathengeres motort kapott. Eleinte csak feltöltés nélküli változatban lehetett kapni, de 1987-ben megjelent a turbófeltöltős verzió is. A Supra ekkor mechanikailag a Toyota Soarerre hasonlított a legjobban a japán piacon kapható autók közül.
Az új Supra motorja, a 7M-GE volt a kor Toyota-motorjainak zászlóshajója. A motor mindkét verziója kettős felső vezérműtengellyel és hengerenként négy szeleppel rendelkezett. A turbófeltöltős változat (7M-GTE) volt a Toyota első gyújtáselosztó nélküli motorja az amerikai piacon, melyben a gyújtótekercsek a szelepfedeleken helyezkedtek el és amit a kipufogó oldali vezérműtengely által működtetett szelephelyzet-érzékelővel szereltek. CT26-os turbóval szerelték őket és 230 lóerő (172 kW) leadására voltak képesek 5600-as fordulatszámon, a szívómotor (7M-GE) ezzel szemben 200 lóerőt (149 kW) tudott tudott leadni 6000-es fordulaton. 1989-ben további finomításokat végeztek a turbófeltöltős változaton, ami így már 232 lóerős (173 kW) teljesítményre és 344 Nm-es nyomatékra volt képes. Ez a változás főként a turbófeltöltő megkerülő szelepén eszközölt átalakításának volt köszönhető. Minden modellt 16x7 colos alumínium felnikkel szereltek, melyekre 225x60xR16-os gumiabroncsok kerültek. Teljes értékű pótkerék járt az autókhoz, de az acélfelnire volt szerelve.
A gyárban komoly hibát vétettek és helytelenül határozták meg a hengerfejcsavarok meghúzási nyomatékait, ami valószínűleg annak volt az eredménye, hogy az addig használt azbeszt hengerfejtömítéseket rézre cserélték. Emiatt ezeknél a motoroknál gyakori hiba volt az átégő hengerfejtömítés. A probléma könnyedén orvosolható volt a tömítés kicserélésével és a csavarok 102 Nm-es nyomatékon történő meghúzásával, mivel azonban a Toyota nem hívta vissza az érintett autókat és hivatalos tájékoztatást sem adott ki, kevesen tudtak erről. Ha valaki csak egyszerűen kicserélte a tömítést, és a hibás gyári tájékoztató szerint 76 Nm-es nyomatékon húzta meg a csavarokat, a probléma körülbelül 75 ezer mérföld (~120 ezer km) megtétele után nagy valószínűséggel újra jelentkezett. Ha a hengerfejcsavarok megfelelően voltak meghúzva, a motorok rendkívül tartósnak bizonyultak.
A szívómotorokhoz alapesetben a W58-as, ötsebességes manuális sebességváltó járt, míg a turbófeltöltős motorral szerelt kocsikhoz a strapabíróbb R154-es ötsebességes manuális váltót adták. Emellett mindkét motorhoz rendelhető volt az A340E négysebességes automata váltó.
A harmadik generációs Suprát több műszaki újdonsággal is felszerelték. 1986-ban rendelhető volt az autóhoz háromcsatornás ABS és TEMS (Toyota Electronic Modulated Suspension) is. Utóbbi rendszer a lengéscsillapítók keménységét szabályozta, a vezető két beállítás közül választhatott. A harmadik beállítás magától aktiválódott, amikor a fojtószelep teljesen nyitott állapotba került, ilyenkor a TEMS úgy állította be a lengéscsillapítókat, hogy azok a legmegfelelőbb állapotban legyenek erős fékezéshez vagy nagy sebességű manőverezéshez. A HKS tuningcég készített kontrollereket, melyekkel menet közben, manuálisan is lehetett állítgatni a lengéscsillapítók keménységét, de ma már szinte lehetetlen ilyen kontrollert találni.
A 7M-GE motorok technikai arzenáljába tartozott az ACIS is, mellyel szabályozható volt a szívócsőben uralkodó nyomás mértéke a nagyobb teljesítmény elérése érdekében. Minden Suprába dupla keresztlengőkaros felfüggesztés került, előre és hátra is. Rendelhető volt targatetős változat is, 1991-től pedig elérhetővé váltak elektromos, fém napfénytetővel felszerelt modellek is. Hivatalos adatok szerint összesen 108 565 darab harmadik generációs Toyota Supra készült.

### 1986
A harmadik generációs Suprát 1986 májusában mutatták be, mint önálló modellt, mely már teljesen különvált a Celicától. A Celica egy elsőkerék-hajtású sportkupévá vált, míg a Supra megmaradt hatókerék-meghajtású sportautónak. Az autó bemutatását 1985-re tervezték, de a különböző okok miatt bekövetkezett késéseknek köszönhetően másfél évet még várni kellett. Az új Suprában a Toyota legfejlettebb technikai megoldásai voltak megtalálhatóak. A kocsiban háromliteres, soros hathengeres DOHC motor volt, mely 200 lóerős teljesítmény leadására volt képes. Olyan technikai újítások jelentek meg az autóban, mint például az elektronikusan szabályozható független felfüggesztés (TEMS) vagy az eltávolítható tetőpanel (targatető).

### 1987
1987-ben bemutatták az új Supra turbófeltöltős változatát. A háromliteres motor közbenső hűtővel és turbóval felszerelt változata 230 lóerős teljesítményre és 334 Nm-es nyomatékra volt képes. A turbós modellekhez olajhűtő és hátsó légterelő szárny is járt. A sportcsomag a turbófeltöltős Suprák esetében beletartozott az árba, a szívómotorosokhoz viszont csak felárért lehetett megkapni az olyan felszereléseket, mint a részlegesen önzáró differenciálmű, a TEMS vagy a fényszórótörlők. Az ABS mindkét modell esetében extraként volt rendelhető.

### 1988
1988-ban csak kevés, apróbb változtatás történt a kocsin. Kikerült például a színválasztékból a kéttónusú barnás fényezés és a turbós modellek hátsó légterelőjén lévő pótféklámpa téglalapról trapezoid alakúra változott. Az üléshuzat mintázata négyzetes helyett csíkos lett, és a klímavezérlő panel valamint a sebességváltó kar borítása világosról sötét szürkére változott.

### 1989

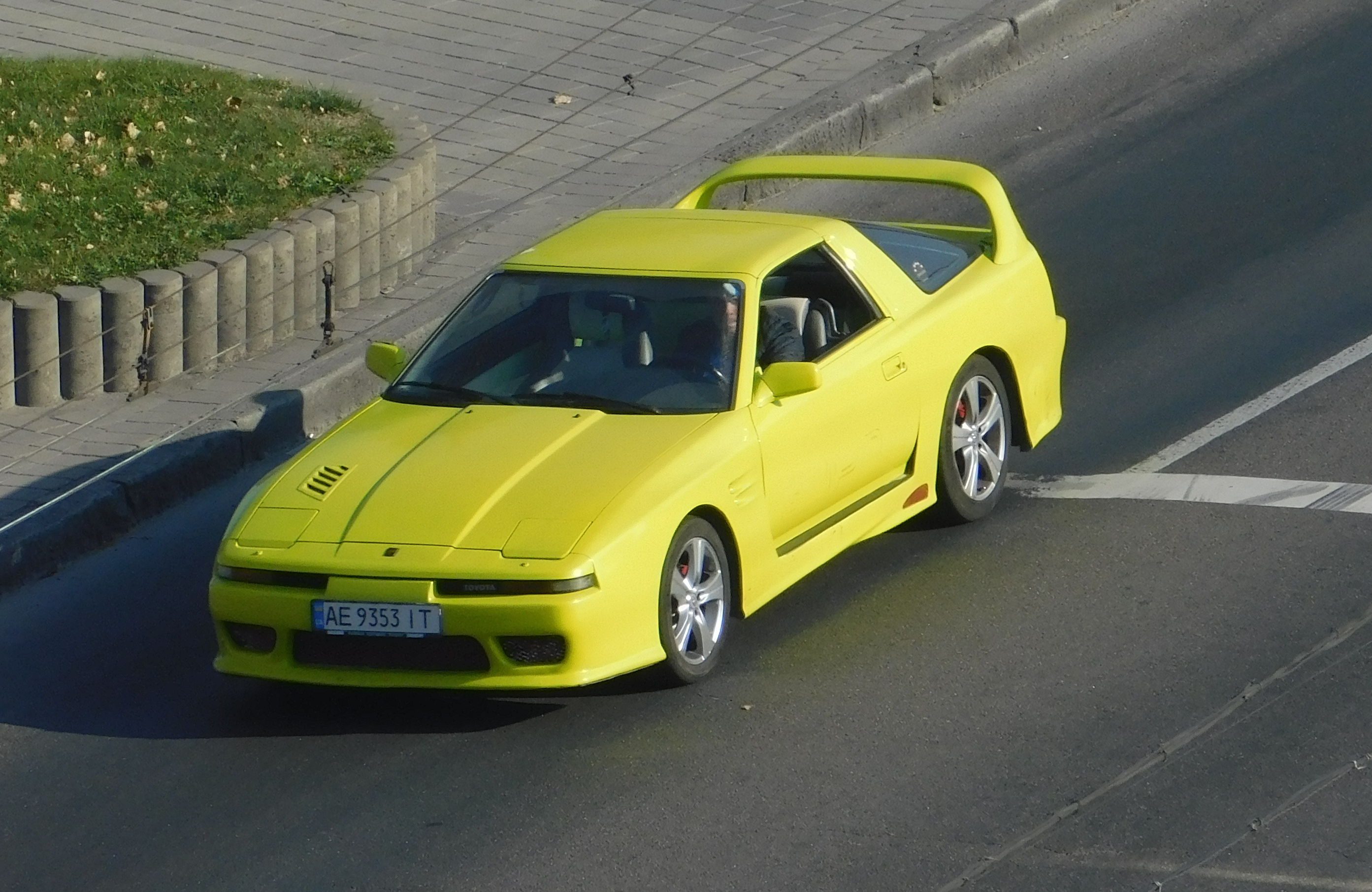
1989-es Supra "fehér csomagban"

1989-ben még 2 lóerővel erősebb lett a turbófeltöltős motor a turbó megkerülőszelepének átalakítása után. A motortartó bakok és rögzítők szintén megváltoztak, hogy a Japánban árult modellekbe beszerelhető legyen az 1JZ motor. Később a 2JZ motorok beszerelésével sem volt gond, mivel ugyanazokra a bakokra volt tervezve, egyedül a kábelezés okozott kisebb nehézségeket. A fényezésnél használt védőfesték összetétele is megváltozott, ezzel megoldódott a korábbi modelleken jelentkező rozsdásodási probléma. Az autó rendelhetővé vált úgynevezett "fehér csomagban" (White Package) is, ami fehér fényezést és fehér felniket jelentett. A belső tér kék és bordó színben volt elérhető. A színeken kívül semmi egyéb különlegességet nem tartalmazott a "fehér csomag". Innentől kezdve minden kocsiba hárompontos biztonsági öv került a korábbi kétpontos helyett. Ezeken kívül megváltoztak még a hátsó lámpák, a visszapillantó tükrök, ködlámpák, a hűtőrács, a kormánykerék, az ajtókárpitok, az elektromos ablakemelő kapcsolói és azok foglalatai, a klíma vezérlőpanelje és a magnó. Az első lökhárító alsó rácsa beépítetté vált, a korábbi modellek esetében a rács kivehető volt. Az ülések hátuljáról eltűntek a zsebek, a B-oszlop belső felére pedig kabátakasztó kampó került. A turbós modellekre egy három részből álló hátsó légterelő szárny került beépített LED pótféklámpával. Ettől az évtől eltűntek az amerikai piacon árult Suprákról a fényszórótörlők és a SuperMonitor is. Utóbbi egy olyan eszköz volt, mely többek között pontosan kiszámolta, mekkora utat lehet még megtenni a tankban lévő üzemanyaggal és ellenőrizni lehetett vele a kocsi azonosítószámait anélkül, hogy ki kellett volna szállni.

### 1990
Az 1990-es modellévre nagyobb védőlemezek kerültek a hátsó kerekek elé, nehezebbé vált a főtengely, ezért alacsonyabb lett a maximum fordulatszám és átalakult a kormánykerék is, a tempomat kapcsolója a jobb oldali küllőre került. Az autóba légzsák is került, így a műszerfal bővült egy légzsákvisszajelző lámpával. A kontrollpanel bal oldalán is történt változás, az egyik aprópénztartó rekesz helyére került a fényváltó kapcsoló. A műszerfal alsó panelje is kicserélődött egy két részből álló darabra, mely eltérő anyaga miatt jóval nehezebb volt, mint az előző, egyrészes. Végezetül pedig lekerült a memória bajuszkapcsolója a kormányoszlopról.

### 1991

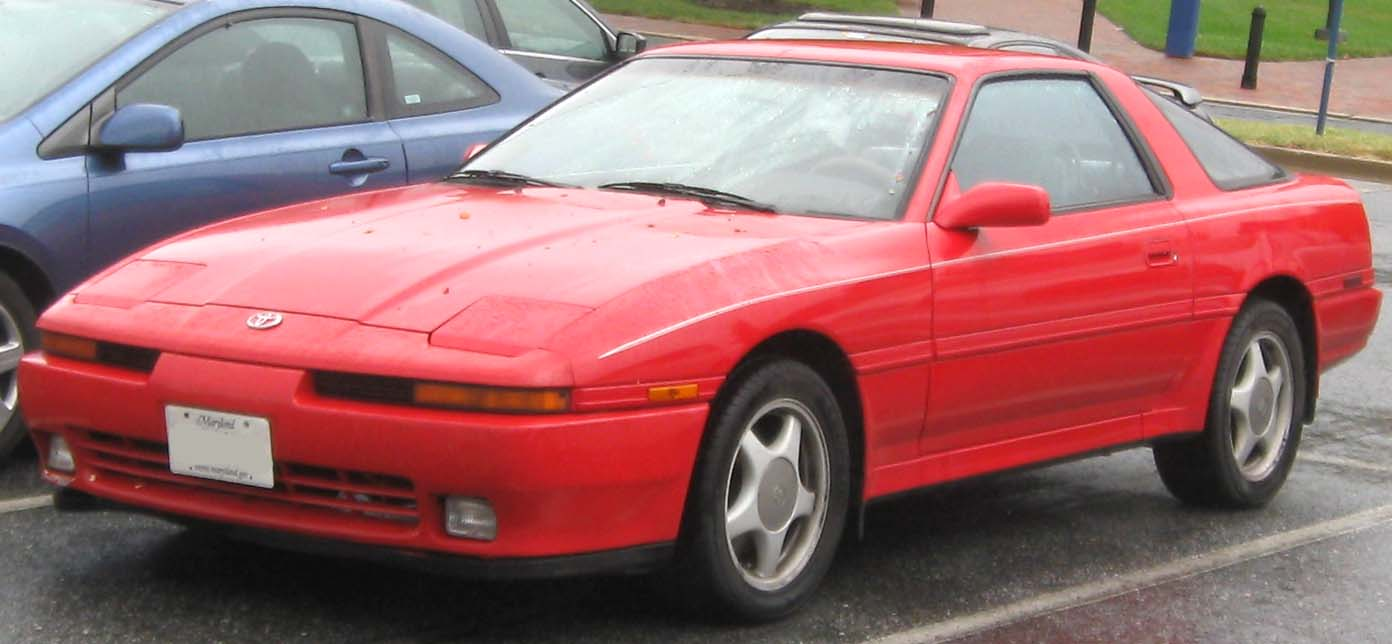
1991–1992-es Supra (Amerikában)

1991-ben új kerekeket kapott a Supra, a turbófeltöltős és a szívómotoros modellekre is 16x7 colos, ötküllős alumínium felnik kerültek 225/50/16-os gumiabroncsokkal, és minden autóhoz acélfelnire szerelt teljes értékű pótkerék járt. A kocsik elejéről lekerült a Supra-embléma, helyére a Toyota ovális logója került. A színválaszték is változott, az új színeket úgy keverték ki a gyárban, hogy jobban illeszkedjen a belső tér színéhez. A belső tér színválasztékában megjelent az "árnyékszürke" és a mélyvörös, ugyanakkor a középszürke, a cserszínű és a bordó eltűnt. Kék belső csak a fehér csomagban rendelt vagy a kék fényezésű Suprákhoz volt választható. Egyedül a bőrbelsős autók esetében maradt meg a középszürke színű belső tér. A korábbi 5 colos első hangszórók helyére 6,5 colosak kerültek, és a sebességmérő számlapjára is felkerült néhány plusz csík a pontosabb visszajelzés érdekében.

### 1992
1992-re a bőrbelsővel készülő autók fekete üléseket és kiegészítőket kaptak. A turbó nélküli modelleket már nem lehetett targatetővel rendelni, ugyanakkor mind a két modell választékában megjelent egy új mélynyomó. A mélynyomóval felszerelt modellek csomagtartójából eltűnt a fapadló, helyére szőnyeg került, megfelelő helyeken kivágva a pótkerék és a mélynyomó foglalata számára.

### JZA70 és GA70
Japánban készültek JZA70 és GA70 gyári kódnév alatt futó modellváltozatok is, kimondottan a belső piacra. A JZA70-eseket 2,5 literes, 276 lóerős (206 kW) duplaturbós 1JZ-GTE motorokkal készítették és "2.5GT Twin Turbo" néven árulták őket. A GA70-esek kétliteres 207 lóerős (154 kW) 1G-GTE duplaturbós vagy 1G-GEU szívómotorokkal készültek.
Az 1JZ-GTE motorral szerelt modellekből készült egy speciális széria 2.5 Twin Turbo R néven, fekete vagy szürke Recaro ülésekkel, Torsen differenciálművel hozzá való különleges diffitartó bakokkal, Momo felnikkel és a belsőtér színével egyező színű váltógombbal. Ez volt a legkönnyebb és egyben leggyorsabb gyári harmadik generációs Supra, mindössze 13,8 másodpercre volt szüksége negyed mérföld megtételéhez. Az autóhoz rendelhető volt ABS is. A 2.5GT Twin Turbók voltak a legritkábbak a harmadik generációs Suprák közül. Bár ugyanolyan motor volt bennük, mint a Twin Turbo R modellekben, alapáron járt hozzájuk a napfénytető (a Twin Turbo R-hez ilyet még extraként sem lehetett rendelni) és a digitális műszerfal, természetesen ezekhez a kocsikhoz is rendelhető volt ABS.

### Turbo A
A Turbo A volt a harmadik generációs Toyota Supra A csoportos túraautó-bajnokságra tervezett modellje. A homologizációs folyamat részeként 1988 augusztusa és szeptembere között 500 darabot készítettek belőle, melyeket a japán piacon adtak el. A hagyományos és a Turbo A Suprák között esztétikai és mechanikai különbségek is voltak. A motorjaik különleges hengerfejekkel készültek, a turbófeltöltők bemeneti átmérője megnőtt, csakúgy mint a közbenső hűtő és csöveinek átmérője. A motorokra 65 mm-es pillangószelep került a 7M-GTE jelű motoroknál használt 60 mm-es helyett. A motor üzemanyag ellátó rendszere szintén átalakult. A kocsikra már ekkor az az első lökhárító és három részből álló hátsó spoiler került, mely a többi modellen csak 1989-ben jelent meg. Az autó elején volt még egy plusz légbeömlő nyílás, hogy plusz levegő jusson a hőcserélőkbe. Az összes Turbo A modell fekete színben készült és 3.0GT Turbo A néven került piacra. Mindegyikben szürke bőrbelső volt, Momo kormánnyal és váltógombbal. Motorterükbe a 266 lóerős (198 kW) 7M-GTEU jelzésű erőforrás került.
A Turbo A nem nyert meg annyi versenyt, mint amennyit a Toyota szeretett volna. Mivel háromliteres motorral szerelték, az A csoport szabályainak megfelelően plusz súllyal kellett versenyeznie. Az 1990-ben debütáló R32 Skyline GTR-t kisebb lökettérfogatú motorja miatt nem sújtották ilyen korlátozásokkal, és hamar maga mögé is utasította a Suprát. 1991-ben a Toyota le is cserélte a Supra Turbo A-t a Corolla Levinsre a japán túraautó-bajnokságban. Más, kevésbé komolyan szabályozott versenyeken jobban teljesített a Supra.

### Információs táblázat
| Kód   | Gyártási év               | Motor                                          | Teljesítmény    | Nyomaték | Sebességváltó                                            | Piac            |
| ----- | ------------------------- | ---------------------------------------------- | --------------- | -------- | -------------------------------------------------------- | --------------- |
| MA70  | 1986. május – 1993. május | 2954 cm³ 7M-GE soros hathengeres               | 200 LE (149 kW) | 266 Nm   | Ötsebességes manuális W58 Négysebességes automata A340E  | CAN EUR USA     |
| MA70  | 1986. május – 1993. május | 2954 cm³ 7M-GTE turbós soros hathengeres       | 230 LE (172 kW) | 325 Nm   | Ötsebességes manuális R154 Négysebességes automata A340E | CAN EUR JPN USA |
| GA70  | 1986. május – 1992        | 1988 cm³ 1G-GEU soros hathengeres              | 160 LE (119 kW) | 176 Nm   | Ötsebességes manuális W58 Négysebességes automata A340E  | JPN             |
| GA70  | 1986. május – 1992        | 1988 cm³ 1G-GTE duplaturbós soros hathengeres  | 205 LE (153 kW) | 244 Nm   | Ötsebességes manuális W58 Négysebességes automata A340E  | JPN             |
| JZA70 | 1990 – 1993               | 2491 cm³ 1JZ-GTE duplaturbós soros hathengeres | 276 LE (206 kW) | 363 Nm   | Ötsebességes manuális R154 Négysebességes automata A340E | JPN             |

## Negyedik generáció
Az új Suprával a Toyota nagy lépést tett előre afelé, hogy egy nagy teljesítményű, komoly sportautót hozzon létre. Az autó a felfüggesztés és a hajtáslánc egyes elemeit a Z30-as Soarertől (Lexus SC) kapta, az előző generációnak szintén voltak közös vonásai az akkori Soarerrel. A tesztgyártás 1992 decemberében indult be, ekkor 20 negyedik generációs Supra hagyta el a gyártósort. A hivatalos sorozatgyártás 1993 áprilisában indult be. A kocsi korábbiakhoz képest teljesen új dizájnt kapott, gömbölyded karosszériaelemekkel, melyek modern hatást keltettek, ugyanakkor emlékeztettek a Toyota egyik klasszikus sportautójára, a 2000GT-re. A motorválaszték is felfrissült, a japán piacon az autóhoz kapható volt egy 2997 cm³-es 2JZ-GE szívómotor, mely 220 lóerős (164 kW) teljesítmény leadására volt képes 5600-as fordulatszámon, és 280 Nm-es nyomatékra 4800-as fordulaton és egy ugyancsak 2997 cm³-es duplaturbós 2JZ-GTE motor 276 lóerővel (206 kW) és 431 Nm-es nyomatékkal. Az exportra, Amerikába és Európába szánt turbós modellek a turbómotor egy erősebb változatát kapták meg, melyben többek között kisebb, acél szélkerekes turbófeltöltők és nagyobb injektorok voltak. Az autó így 320 lóerős (239 kW) teljesítményre és 427 Nm-es nyomatékra volt képes 5600-as, illetve 4000-es fordulatszámon. Ez a változat 4,2 másodperc alatt gyorsult nulláról hatvan mérföld per órás sebességre és 13,1 másodperc alatt tett meg negyed mérföldet (402 m), ami alatt 175 km/h-s sebességre gyorsult. A turbófeltöltős verzió mindenféle átalakítás nélkül 285 km/h-ra tudott gyorsulni, de a végsebessége Japánban elektronikusan le volt korlátozva 180 km/h-ra, a világ többi részén pedig 250-re. Az Európába exportált modellek motorháztetején volt egy plusz légbeömlő nyílás. A szívómotoros autók légellenállási együtthatója .31 volt, míg a turbósoké .32, ezeket az értékeket a hátsó spoilerek nélkül mérték.
A két turbó szekvenciális és nem párhuzamos elrendezésben dolgozott, tehát alacsonyabb fordulaton az összes kipufogógáz az egyes számú feltöltőn ment keresztül. Ez a turbólyuk csökkentése miatt volt fontos. Ennek a megoldásnak köszönhetően már 1800-as fordulatszámon 410 Nm-es nyomatékot adott le a motor, 3500-as fordulatnál a kipufogógáz kisebb része már a második turbóba került, de csak 4000-es fordulaton kezdett teljes erővel működni a második feltöltő. A szekvenciális elrendezésnek köszönhetően alacsony fordulatszámon is van töltőnyomás és gyorsabban reagál az autó a gázadásra, tehát kisebb a turbólyuk és magasabb fordulaton még nagyobb a töltés. A gyors fordulatszám-emelkedés a turbók mellett az ACIS (Acoustic Control Induction System) rendszernek is köszönhető volt, mely a harmadik generációs Suprákban is megtalálható volt, és ami szabályozni tudta a szívócsőben uralkodó nyomást a teljesítmény növelése érdekében.
A turbós modellekhez egy a Getrag és a Toyota által közösen kifejlesztett hatsebességes manuális sebességváltó (V160) járt, míg a szívómotorosokba a korábbi generációkból már ismert W58 ötsebességes manuális váltó felújított változata került. Mindkét modellhez rendelhető volt egy négysebességes automata váltó (Toyota A340E) is, kapcsolható manuális móddal. A turbós autókat nagyobb fékekkel és kerekekkel szerelték, mint a szívómotoros verziókat. Mindkét modellhez ötküllős alumínium felnik jártak, az előző generációval ellentétben a kisebb súly miatt ezekhez az autókhoz mankókereket adtak teljes értékű pótkerék helyett.
A Toyota minden lehetséges módon megpróbálta csökkenteni a negyedik generációs Supra súlyát az elődhöz képest. Alumíniumból készült a motorháztető, a zárhíd, a motor és a sebességváltó olajteknője, a felfüggesztés felső lengőkarjai és a targatetős változatoknál a tető. Emellett üreges szálú anyagból készült a padlóborítás, magnézium ötvözetből a kormánykerék, műanyagból az üzemanyagtank és a tanksapka és egyetlen kipufogócső került az autóra. Bár az új Suprába dupla légzsák, kipörgésgátló, nagyobb fékek, nagyobb felnik, nagyobb gumiabroncsok és egy plusz turbó is került, mégis 91 kg-mal könnyebb volt, mint elődje. A manuális váltós alapmodell 1460 kg-ot nyomot, az extraként rendelhető targatető plusz 18 kg-ot jelentett, míg az automata váltó 25 kg-mal tette nehezebbé az autót. A kocsi első-hátsó súlyeloszlási aránya 51:49 volt. Az ikerturbós Supra nehezebb volt, mint a sportosabb Chevrolet Corvette és Nissan 300ZX, de kevesebbet nyomott az összkerékhajtásos Mitsubishi 3000GT VR4-nél.

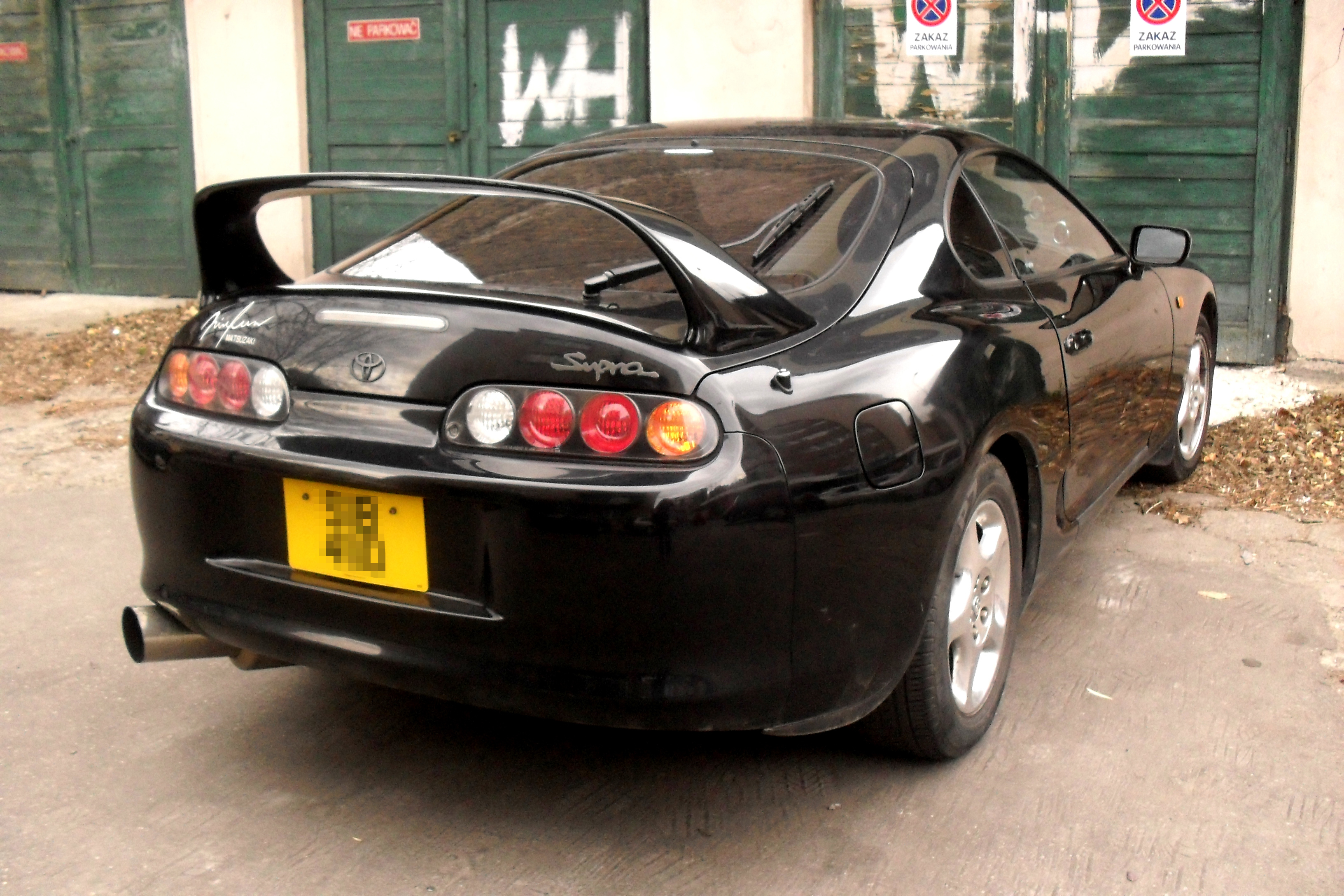
Hátsó nézet

Az 1996-os modellévben a turbós verzió kizárólag automata sebességváltóval volt kapható az Egyesült Államokban a fedélzeti diagnosztika (OBD-II) előírásai miatt. Ugyanebben az évben a targatető alapfelszereléssé vált az ikerturbós autókon. 1997-re ismét rendelhetővé vált a hatsebességes manuális váltó, átalakultak kissé a hátsó lámpák, a fényszórók, az első lökhárító, a rádió és a kormánykerék, valamint krómozottá váltak a felnik. Minden 1997-ben gyártott Suprára került egy "Limited Edition 15th Anniversary" (Korlátozott kiadás a 15. évforduló alkalmából) felirat. A turbófelöltős modelleken alapfelszereltséggé vált a hátsó légterelő szárny. 1998-ban csak kisebb változások történtek, például háromküllős kormánykerék került az autóba és kissé átalakult a rádiósmagnó dizájnja. A Japánban árusított turbós modellekbe intelligensen változó szelepvezérlés (VVT-i) került. A szívómotoros verziókhoz is választhatóvá vált a hatsebességes manuális váltó, mely korábban csak a turbósokhoz járt.
A Supra gyári felépítése remekül megfelelt bizonyos versenyekre is, a One Lap of America versenyben nem egyszer végeztek Suprák az első húszban vagy első tízben a SSGT1 kategóriában. Az autó remekül tapadt a kanyarban, hivatalos teszteken 0,95 g-s oldalirányú gyorsulást mértek. A negyedik generációs Suprához négycsatornás ABS járt aktív farolásgátlóval (AYC), a rendszer részeként minden féknyeregre külön érzékelő került, így minden fék más-más erősséggel tudott működni a kerekek forgási sebességének és szögének megfelelően. Ez a Formula–1 ihlette rendszer lehetővé tette, hogy az autót 70 mérföld/órás (113 km/h) sebességről mindössze 45 méter alatt állóra lehetett fékezni. Az 1997-ben a Car and Driver magazin által tesztelt kocsik közül egy sem tudott jobb eredmény elérni. A rekord végül egészen 2004-ig tartotta magát, amikor is a Porsche Carrera GT 44 m-es fékútjával megdöntötte.
Az amerikai és brit piacra szánt Suprákba nagyobb injektorok, acél szélkerekes turbók, és nagyobb szívószelep-vezérlő bütyök került, így az autó szén-monoxid kibocsátása 259 g/km lett az EGR szelep ellenére is. A japán piacon árusított modellek 224 gramm szén-dioxidot bocsátottak ki kilométerenként. 1996-ban Kanadában, 1998-ban pedig az Amerikai Egyesült Államokban is befejezték a Suprák árusítását. Az ikerturbós modelleket eladását az 1998-as év elejére több amerikai államban is betiltották. Japánban még 2002 augusztusáig folyt a gyártás, de aztán beszüntették a szigorodó károsanyag-kibocsátási szabályozások miatt.

## Ötödik generáció (MK5)
Az ötödik generációs Supra 2019 januárjában jelent meg, 17 évnyi szünet után, mint GR Supra, a Toyota Gazoo Racing (GR) családjának részeként. A fejlesztése a BMW-vel együtt zajlott, így a platform és sok alkatrész a BMW Z4 (G29) modellből származik, akárcsak a BMW által fejlesztett 4- és 6-hengeres turbós motorok, miközben megőrizte a hátsókerék-meghajtást, amely a korábbi Supra sajátossága volt. A modellt a BMW "J29" vagy "DB" kóddal jelölték, azonban a Toyota az "A90" és "A91" kódokat használta a promóciós és marketing anyagokban, hogy fenntartsa a korábbi Supra modellektől való örökséget. A GR Supra-t a Magna Steyr gyárban gyártják Grazban, Ausztriában, a Z4 mellett.
Az ötödik generációs Toyota Supra összesen hét színváltozatban érkezett, köztük a CU Later Gray, Stratosphere, Burnout, Absolute Zero, Nocturnal, Renaissance 2.0 és Nitro Yellow. A kozmetikai változtatások mellett 2023-ban új vezetési módokat is bevezettek, köztük a Hairpin+ módot. Ez a mód lehetővé teszi, hogy az egyik hátsó keréken további kipörgést engedjünk, hogy segítse a Supra-t szoros hajtűkanyarokban elfordulni.

## Koncepciók

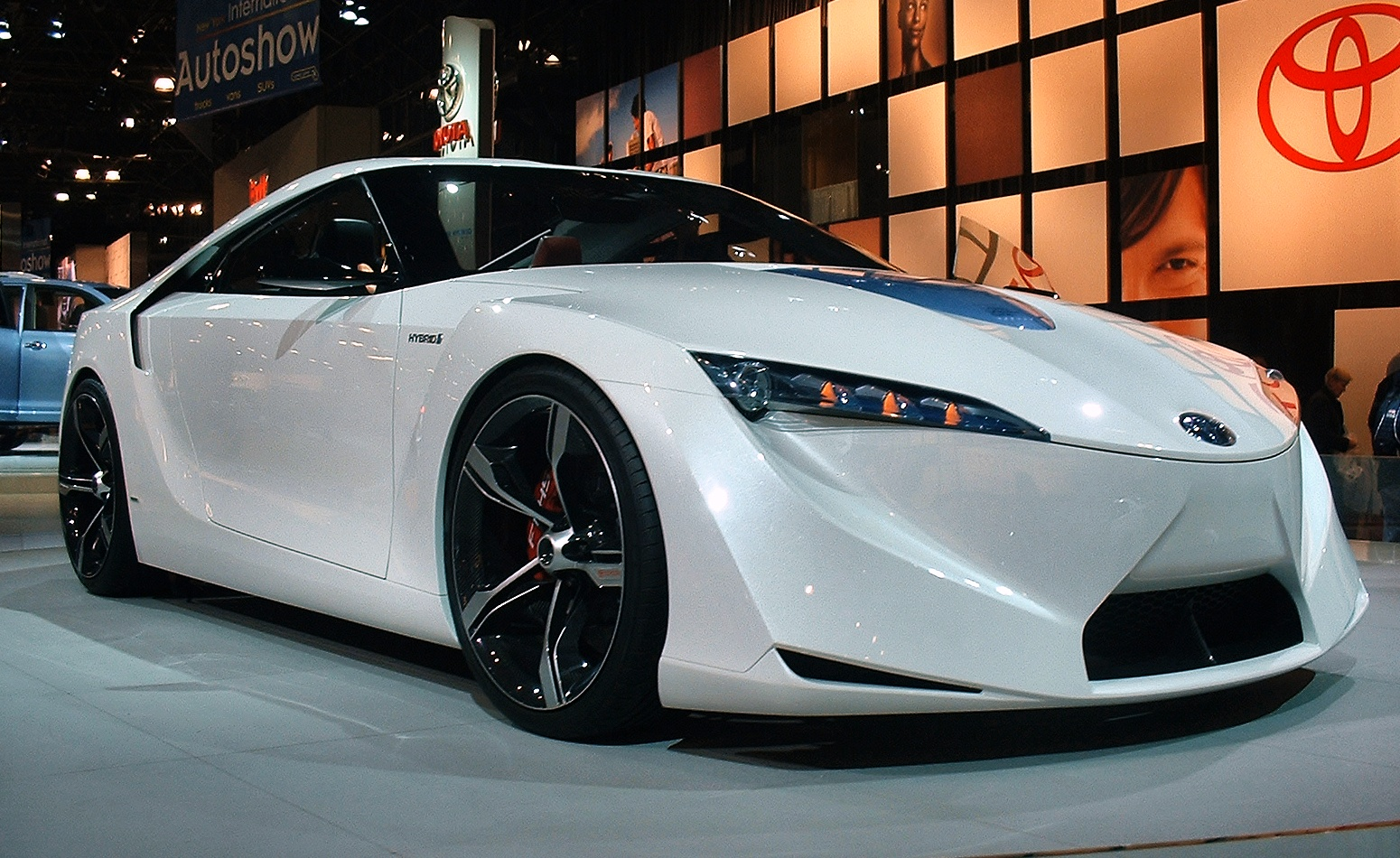
A 2007-es Toyota FT-HS

A Motor Trend egy cikkében azt írta, hogy a Supra következő generációja a Toyota FT-HS tervein alapulhat majd. Az FT-HS egy hibridhajtású sportautó-prototípus, melyet 2007-ben mutatott be a Toyota az Észak-amerikai Nemzetközi Autószalonon. A hírek szerint új Suprát egy 3,5 literes V6-os hibridmotor hajtaná, mely 400 lóerős teljesítményre volna képes. Ha beindulna a sorozatgyártás, az autó árban és teljesítményben is a Nissan GT-R vetélytársa lenne. A Toyotánál azonban nem szeretnék elsietni az új Supra piacra dobását, előbb szeretnék kivárni, mekkora az érdeklődés a GT86 iránt. Ha a gyár tartja magát a tervekhez, a Supra új generációja 2014-ben vagy 2015-ben jelenhet meg.
Azt, hogy hamarosan új generáció érkezhet, az is alátámasztja, hogy a Toyota 2010-ben a Supra név levédetését kérte, a levédetés pedig csak akkor válik hivatalossá, ha a kérelemhez képest három éven belül felhasználják a nevet valamelyik autójukon.
Az Autoguide 2011 decemberi számában megjelentek szerint az új Supra a Toyota 86 tervei alapján készül majd fel. Ezt a feltételezést erősíti a Toyota 86 vezető tervezőjének, Tada Tecujának a nyilatkozata is: "Az elnök arra kért, hogy minél hamarabb tervezzem meg az új Suprát."
2014 januárjában a Detroiti Autószalonon bemutatkozott az FT-1 tanulmány, illetve később ugyanebben az évben a Toyota megújította a Supra név szabadalmát az USA-ban. 2016-ban ugyanez a szabadalom Európában is benyújtásra került.
Az Autocar információi szerint az új Supra 2018-ban érkezhet. Az autó hátsókerékhajtással, 4 és 6 hengeres motorokkal lesz elérhető, melyeket várhatóan a BMW szállít, mivel az új Supra és a következő Z4 közös alapokra épül. A Kleine Zeitung pedig úgy értesült, hogy mindkét modell a Magna Graz-i üzemében készülhet.

### GR Supra Racing Concept
2018 márciusában a Genfi Autókiállításon GR Supra Racing Concept néven bemutatták az ötödik generációs Supra versenyváltozatának koncepcióverzióját.

## Motorsport
A Supra közkedvelt volt az autóversenyzők és sportautó-fejlesztők körében, főleg a harmadik és negyedik generáció. Az átalakított Suprák többféle motorsportban is bizonyítottak, például gyorsulási versenyeken, túraautó bajnokságokon, raliban és driftben.

### Gyorsulási verseny
A Suprának komoly múltja van a hivatalos gyorsulási versenyek terén, főként Japánban és az Egyesült Államokban. A HKS tuningcég a harmadik és negyedik generációs Suprát is alaposan átépítette a gyorsulási versenyeknek megfelelően, mindkét modellhez az akkori legmodernebb termékeit felhasználva. Mindkét kocsi karosszériája nagyrészt szénszálas anyagból készült. A harmadik generációs Suprát 2,89 literes ikerturbós 7M-GTE motorral szerelték, mely 800 lóerős teljesítmény leadására volt képes több mint 9000-es fordulaton. A negyed mérföldes pályán a legjobb ideje 8,09 másodperc volt.
Az amerikai gyorsulási versenyeken 1997 és 2000 között több rekordot is egy 1000 lóerős Supra tartott. Korábban sosem szereltek még össze ilyen erős japán motort az Egyesült Államokban úgy, hogy meghajtásához nem volt szükség nitróra vagy alkoholra. Ez volt az első Supra, mely a verseny távja alatt 260 km/h-ra volt képes gyorsulni.
2002-ben a HKS megépítette a negyedik generációs Supra gyorsulási versenyekre szánt verzióját is. Az autóba egy négyliteres, V8-as 1UZ-FE motor került két HKS GT3540-es turbófeltöltővel és egyéb HKS-alkatrészekkel. A motor 1479 lóerős volt.

### Túraautó bajnokság

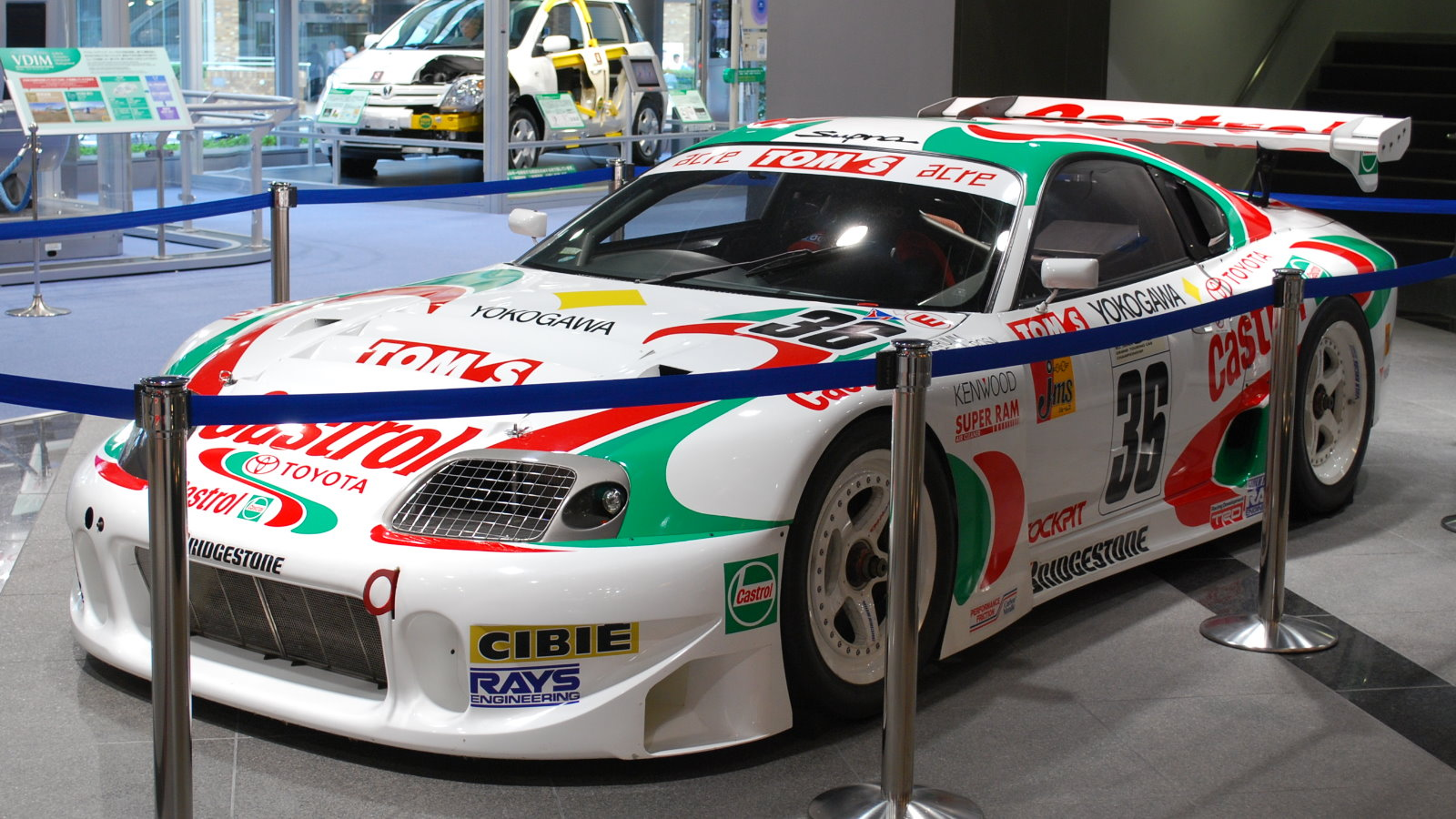
Castrol TOM'S Supra

Az A csoport létezése alatt a Toyota a második generációs Suprával nevezett a divízió 4-es túraautó bajnokságokban, míg a divízió 1-esekben a Toyota AE86 indult. A Supra versenyzett többek között a japán, a brit, az európai és az ausztrál túraautó bajnokságban is.
A második generációs Celica Suprák 1983-ban debütáltak, de nem tudtak valódi ellenfelei lenni az erősebb Rover SD1-nek és BMW 635CSI-nek, de értek el szép eredményeket. Win Percy például versenyt nyert Suprájával a brit sorozat Brands Hatch-i futamán. Percyt később elcsábította a TWR csapat, ahol egy V12-es Jaguar XJS-t vezethetett. A Celica Supra volánja mögé 1985-re a motorversenyzéstől visszavonult Barry Sheene került, de addigra már nagy erőfölénybe kerültek az újabb, turbós autók és Sheene teljesítményét is visszavetették korábbi sérülései.
1987-re elkészült a harmadik generációs Supra túraautó bajnokságra tervezett változata. A TOM'S, a SARD és a TRD is épített versenyzésre szánt Suprákat, a TOM'S által épített modell első versenyét rögtön megnyerte, de komolyabb sikereket ez sem ért el. A sikertelenség oka az volt, hogy nagy lökettérfogata miatt a szabályoknak megfelelően plusz súlyokat kellett az autóra rakni, ráadásul nem is volt olyan kifinomult versenyautó, mint a Ford Sierra Cosworth RS500 vagy a Nissan Skyline GT-R. A gyári Toyota csapat 1991-re lecserélte a Suprát a Corolla AE101-re. Néhány, más csapatnál lévő Supra maradt még a pályán, de az 1991-es szezon végére azok is eltűntek.

### Rali
Bár a Toyota csapat a Celicát és a Corlla Levint használta többnyire ralizásra, az A csoportban időnként második generációs Celica Suprákat is indítottak. Az 1983-as brit nyílt ralibajnokságon Per Eklund is ilyen autóval indult és az ír, a skót és a walesi ralin is második helyen végzett a kategóriájában. A gyári Toyota csapat az 1985-ös szezon után az összes Celica Suprától megvált.
A Toyota Team Europe elsősorban az afrikai ralikon használta a Supra harmadik generációját, a többi versenyen továbbra is a könnyebb Celica maradt az első számú autó. A háromliteres, 290 lóerős szívómotorral szerelt Supra 1987-ben debütált. A többi autóhoz képest nehezebb és nagyobb is volt, de Björn Waldegårddal a volánnál vezette a Szafari ralit, amíg motorja végül túl nem melegedett. A Supra egyetlen raligyőzelmét a Hongkong - Peking ralin aratta, szintén Waldegård vezetésével. A szívómotoros verziót hamar leváltotta a 400 lóerő leadására képes turbófeltöltős változat, mely az elefántcsontparti ralin mutatkozott be, és vezetett is, de a TTE kiszállt a versenyből, amikor a csapat magángépe lezuhant és csapatigazgató, Henry Liddon és asszisztense is meghalt. A Supra a következő két évben is lehetőséget kapott az afrikai versenyeken, de nem tudott jó eredményeket elérni, ezért a csapat véglegesen lecserélte a Celicára.

### Supra HV-R

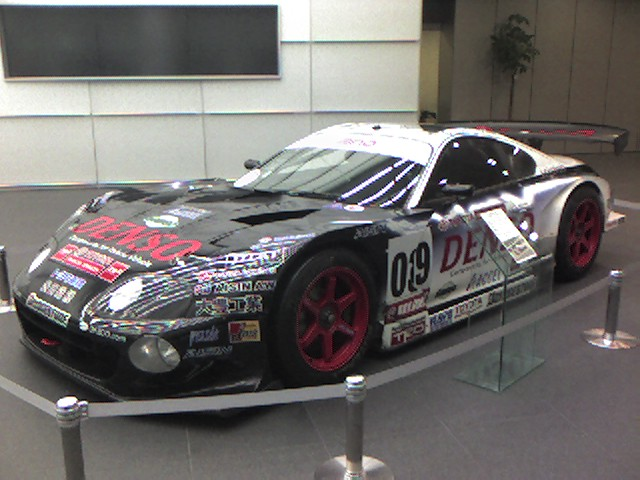
Toyota Supra HV-R

A Supra HV-R egy a Toyota és a Toyota Team SARD által közösen kifejlesztett hibridhajtású versenyautó, mely a Super GT-re épített Suprán alapszik. A négykerék-meghajtású kocsiban megtalálható a Supra GT-s változat 4,5 literes V8-as UZ-FE motorja (480 lóerő), egy a hátsó tengelyt meghajtó 200 lóerős villanymotor és még két, egyenként 13 lóerő leadására képes villanymotor, melyek az első kerekekhez kapcsolódnak. A körülbelül 1080 kilogramm tömegű HV-R így összesen több mint 700 lóerős teljesítményre képes.
A DENSO SARD Supra HV-R lett a történelem első hibridautója, mely versenyt nyert, amikor 2007. július 16-án győztesként intették le a Tokacsi versenypályán rendezett 24 órás futamon. Az autó 616 kört teljesített, 19-cel többet, mint a második helyezett.

### Drift

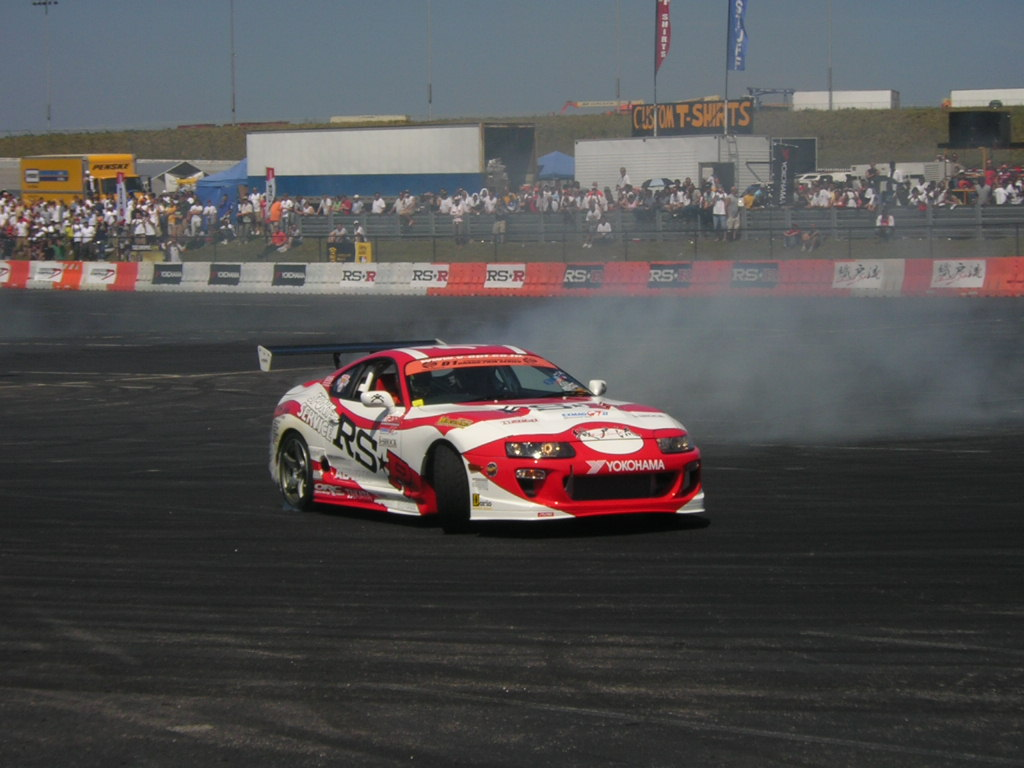
Orido Manabu Suprája drift közben

A Toyota Suprát előszeretett használják profi driftversenyzők is. Az egyik legismertebb közülük a mára már visszavonult Orido Manabu, aki a Super GT-ben használt JZA80-as Supráját használta a driftversenyeken is. Az Amerikában nagy népszerűségnek örvendő drifter, Rhys Millen egy rövid ideig szintén Suprával versenyzett, de később Pontiac GTO-ra váltott. Fredric Aasbø 2008 óta norvég és amerikai versenyeken is gyakran indul Suprával és Mark Luney is egy nagy teljesítményű Toyota Suprát használ a brit driftversenyeken.
Orido JZA80-as Supráját egy 3,4 literes motor hajtotta, mely akár 700 lóerős teljesítményre is képes lett volna, de le volt szabályozva 600 lóerőre a könnyebb kezelhetőség és nagyobb megbízhatóság miatt. Az autó 2005-ben egy odaibai versenyen debütált, ahol Orido a legjobb nyolc közé jutott vele, miután legyőzte Imamura Juicsit. A további futamokon nem tudott részt venni mert tönkrement a differenciálmű, ami egy bontásra szánt Suprából került a kocsiba, így be kellett érne a nyolcaddöntős helyezéssel.
Orido Ebiszuban második helyen végzett a Suprával, ez volt driftversenyzői pályafutása legjobb helyezése. Drifteri karrierjének egy szállítási baleset vetett véget: egy versenyre utazva egy másik kamion hátulról nekiütközött a Supráját szállító teherautónak (a vétkes sofőr elaludt vezetés közben). Az ütközés következtében a versenyautó eleje komolyan megrongálódott. Orido ezután úgy döntött, felhagy a drifttel, mivel az túl sok idejét emésztette fel. Mindössze a 2005-ös szezonban volt profi drifter.

## Díjai, elismerései
- A második generációs Celica Supra új, tetszetős dizájnjával hamar sikeressé vált az amerikai vásárlók körében, a Motor Trend magazintól az "Év Importautója" díjat is megkapta. A Car and Driver top tízes listájára is felkerült 1983-ban és 1984-ben.
- 1994-ben a negyedik generációs Supra a Populas Mechanics magazintól megkapta a legjobb dizájnért és tervezésért járó díjat.

## Fordítás
- Ez a szócikk részben vagy egészben  a   Toyota Supra című angol Wikipédia-szócikk fordításán alapul.  Az eredeti cikk szerkesztőit annak laptörténete sorolja fel. Ez a jelzés csupán a megfogalmazás eredetét és a szerzői jogokat jelzi, nem szolgál a cikkben szereplő információk forrásmegjelöléseként.